# 上桑名川站
上桑名川站（日语：／ Kami-Kuwanagawa eki */?）是位於長野縣飯山市大字照岡，屬於東日本旅客鐵道（JR東日本）的飯山線車站。

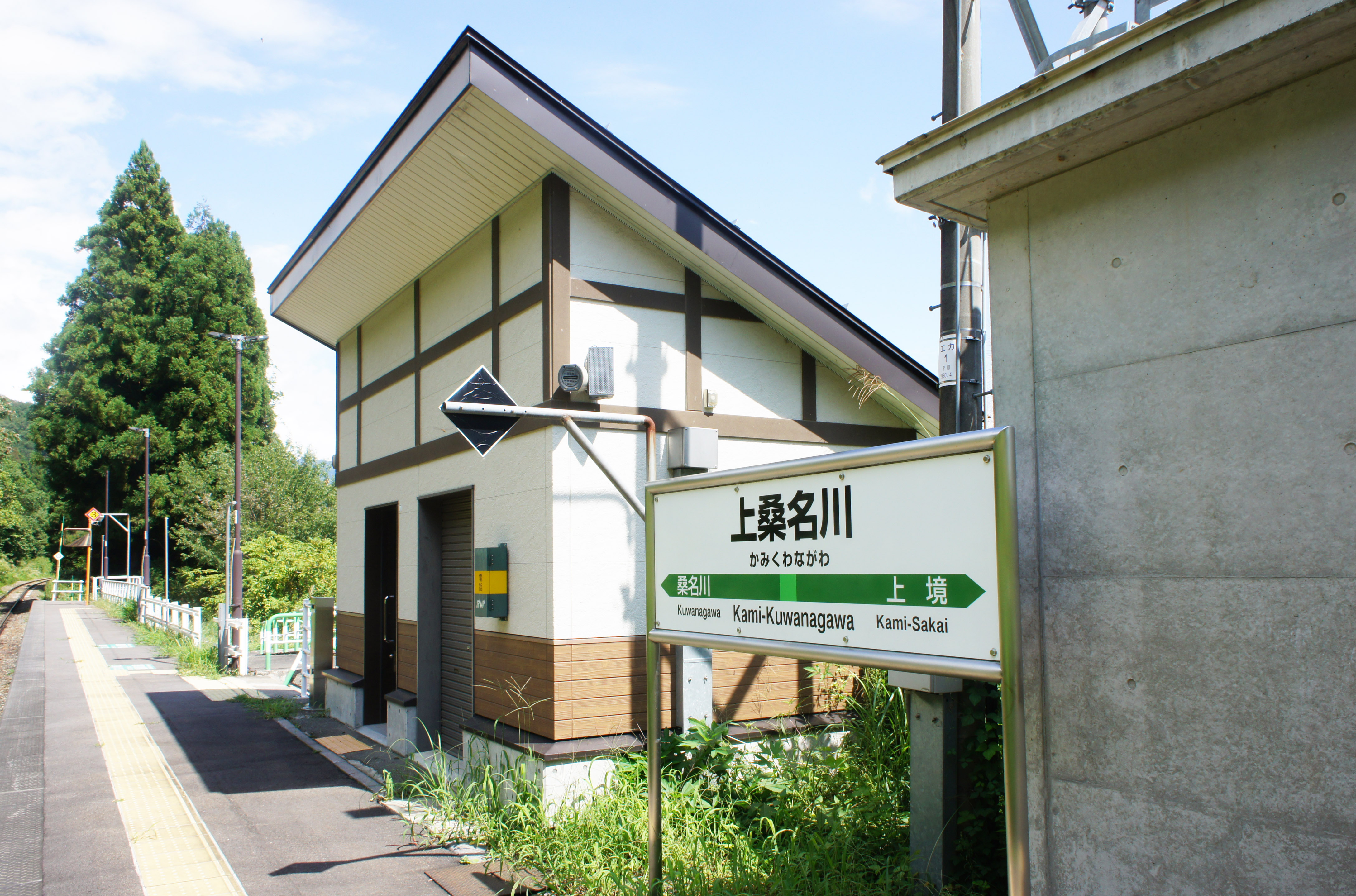
候車室與月台（2021年9月）

## 歷史
- 1931年（昭和6年）9月16日：飯山鐵道車站啟用[1]。
- 1944年（昭和19年）6月1日：隨著飯山鐵道國有化，飯山鐵道編入至運輸通信省（後來為日本國有鐵道）飯山線[3]，同時此站停用[1]。
- 1951年（昭和26年）10月10日：車站重開[1]。
- 1987年（昭和62年）4月1日：伴隨國鐵分割民營化，車站由東日本旅客鐵道（JR東日本）營運。
- 2014年（平成26年）8月中 - 12月中：翻新候車室[4]。

## 車站構造
本站是地面車站，設有1面1線的單式月台。車站建於村落的高處。此站是由飯山站管理的無人車站。此站沒有設置站房，只設有候車室。本站的候車室在2014年8月中至12月中進行翻新工程。

## 使用狀況
根據「長野縣統計書」資料，以下為乘車人次變化：
- 2009年度 - 13人[2]
- 2010年度 - 14人
- 2011年度 - 14人

## 車站周邊
- 千曲川[2]
- 長野縣道408號箕作飯山線（日语：長野県道408号箕作飯山線）[1]

## 相鄰車站
東日本旅客鐵道（JR東日本）
■飯山線
上境－上桑名川－桑名川

## 注腳
1. 1 2 3 4 5 6 7 8 9 10 11 12  . 週刊朝日百科. 21号 新潟駅・弥彦駅・津南駅ほか. 朝日新聞出版. 2012-12-30: 25 （日语）.
2. 1 2 3 4  信濃毎日新聞社出版部. . 信濃毎日新聞社. 2011-07-24: 44. ISBN 9784784071647 （日语）.
3. ↑  「運輸通信省告示第249号・第250号」『官報』1944年5月27日（國立國會圖書館數碼化收藏）
4. 1 2   (PDF) (新闻稿). 東日本旅客鉄道長野支社. 2014-08-08  [2020-05-25]. （原始内容存档 (PDF)于2015-01-05） （日语）.

## 外部連結
- 車站資訊（上桑名川）：東日本旅客鐵道